# テラスハウス

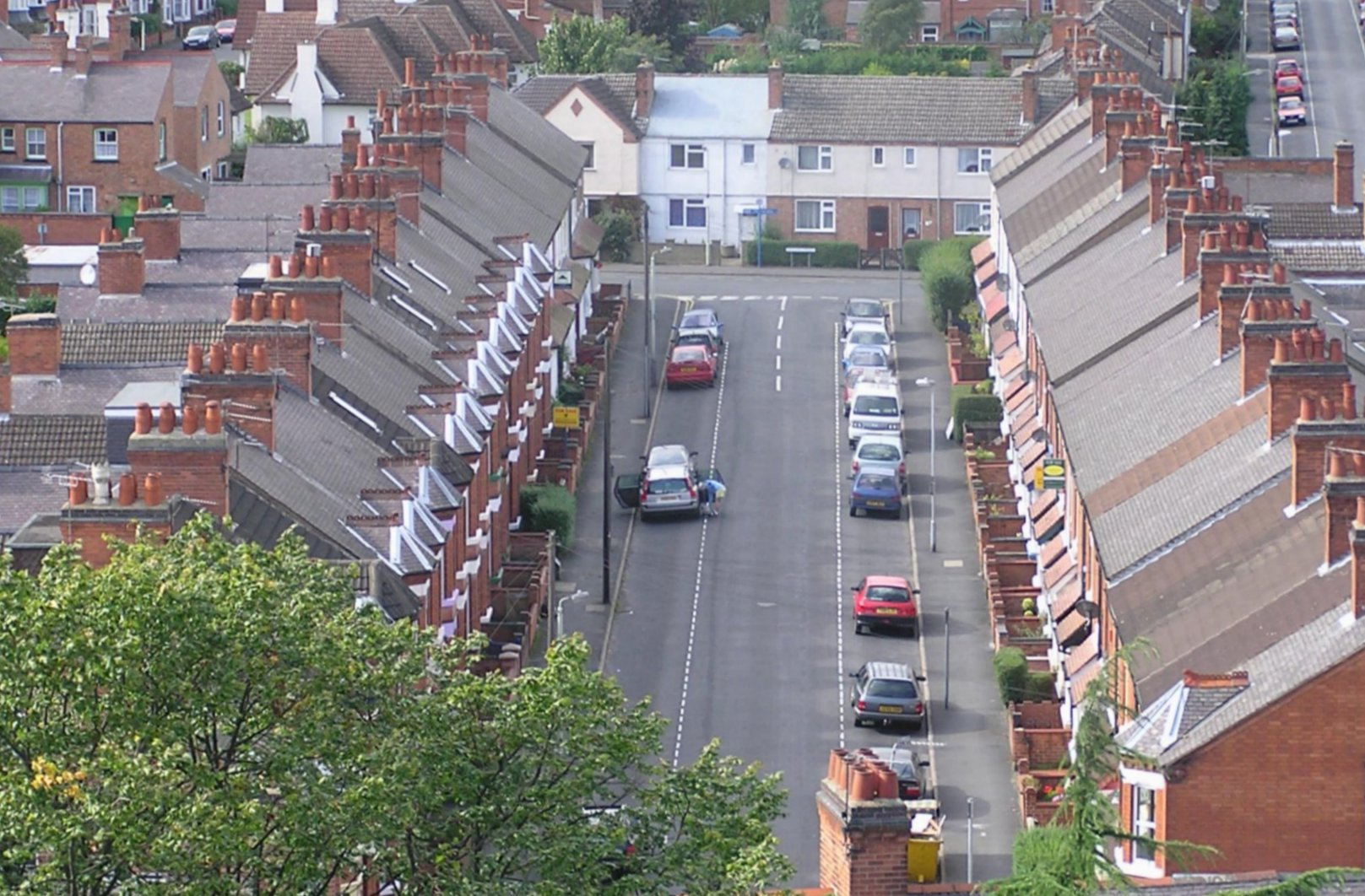
イギリスのビクトリア朝・エドワード朝風のテラスハウス

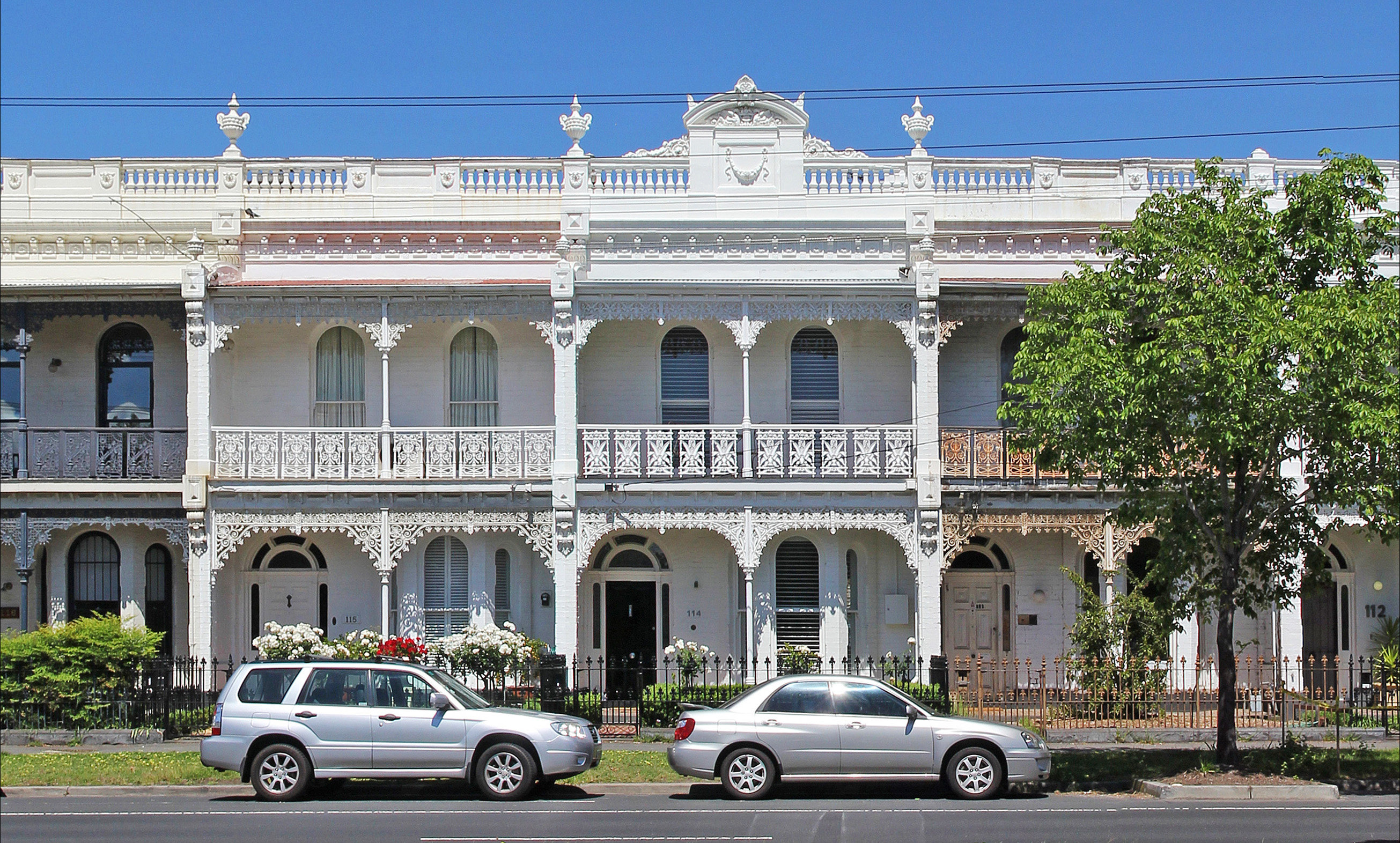
メルボルンのテラスハウス

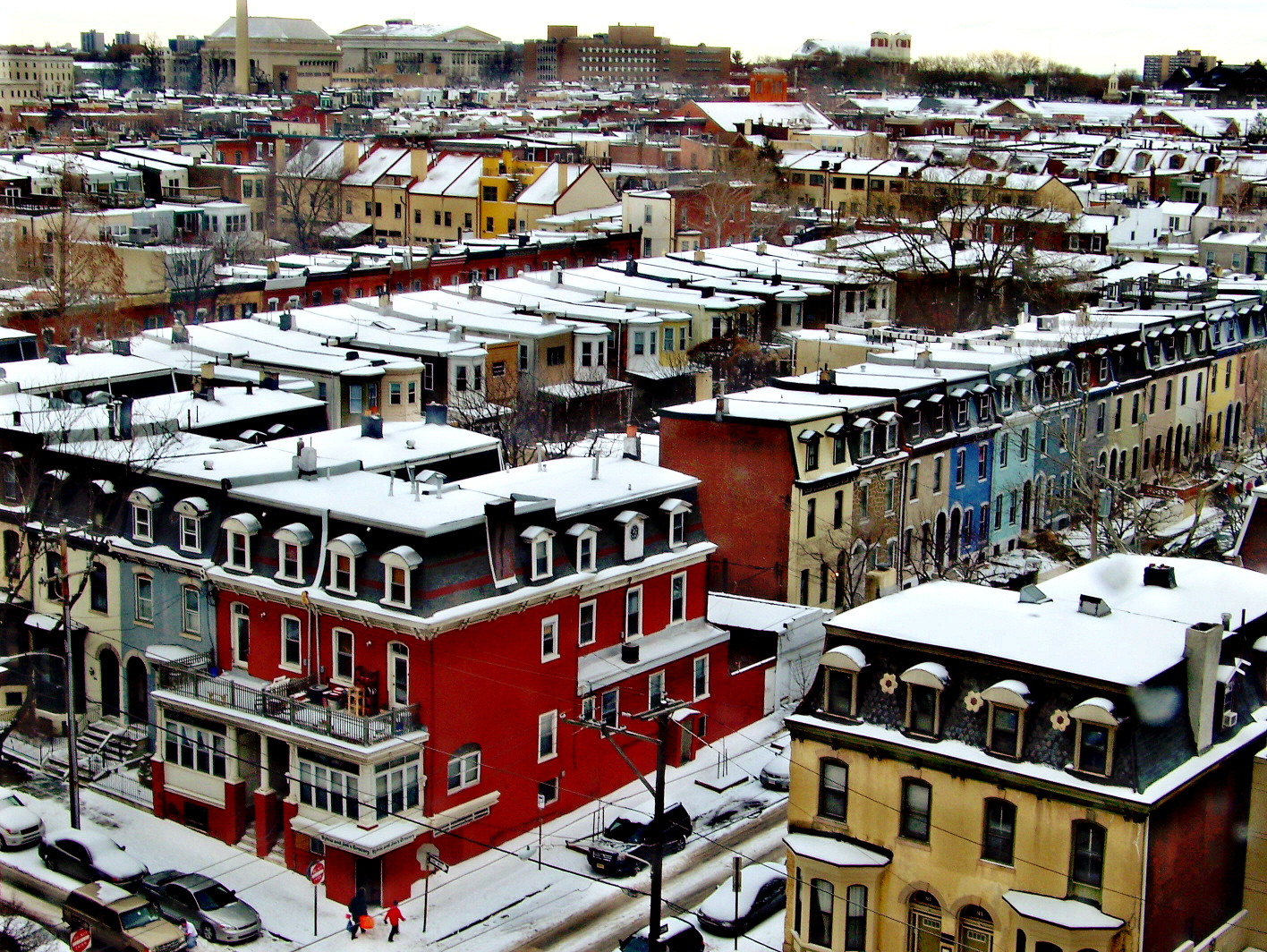
フィラデルフィアのテラスハウス

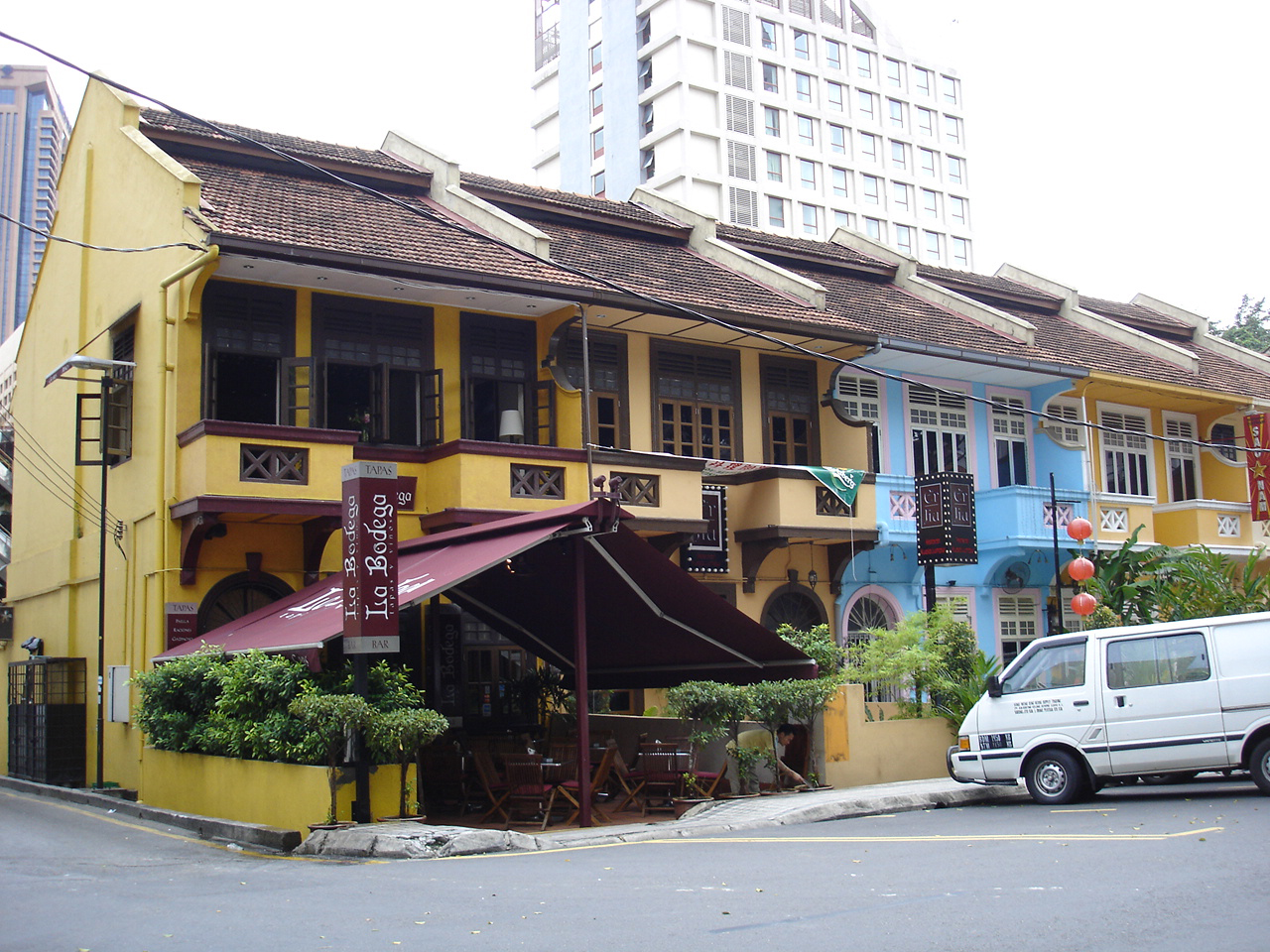
クアラルンプールのテラスハウス

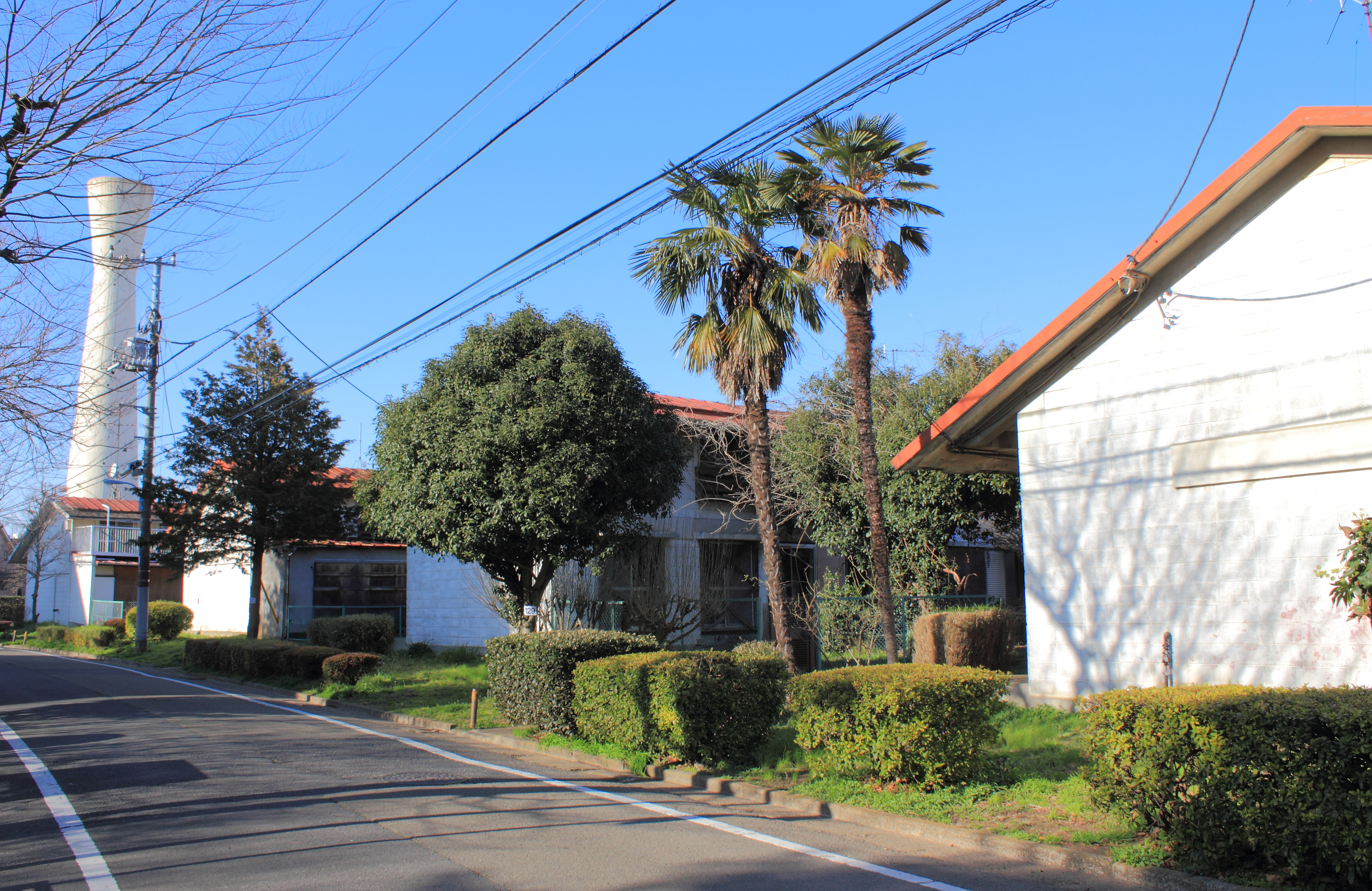
阿佐ヶ谷住宅（2012年）

建設用語のテラスハウス（terraced house）とは、境界壁を共有する複数の住宅が連続している形式の低層住宅。アメリカ合衆国ではtown house（タウンハウス）やロウハウス（row house）と呼ばれることが多い。

## 概要
世界各地に類似の建築が見られるが、特に、16世紀以降のヨーロッパで建設されるようになり、南米や北米、オーストラリアなどにも広がった。産業革命以降、都市部の労働者階級向けの廉価住宅として大量に建設された。アパートメントのように上層階に住居が積みあがることはなく、横に繋がっているだけなので、通常、二階か三階建てで各戸に庭と玄関がある。一階が商店の場合はショップハウスと呼ばれる。なお、2戸がつながった形態はセミ・デタッチトハウス(en)、1戸で独立した形態はデタッチトハウスと呼ばれる。
オーストラリアのゴールドラッシュの時代にはシドニーやメルボルンの人口が急増したため、レンガ造のテラスハウスが大量に供給された。通常、道路側に小さな前庭（フロントヤード）、裏側にやや大きめの裏庭（バックヤード）が付いている。現在では、これらは比較的都心に近い「インナーシティ」と呼ばれる地域に位置している。
ロンドンのリージェンツ・パークの外周に建ち並ぶテラスハウスは高級仕様で知られている。これらは19世紀前半に建設されたもので、設計はジョン・ナッシュを始めとする当時の一流の建築家が手掛けた。

### 日本のテラスハウス
日本では1958年（昭和33年）に日本住宅公団が建設した分譲住宅で東京都杉並区成田東にある公団阿佐ヶ谷住宅が有名である。総戸数350戸のうち、地上2階建てのテラスハウスが232戸ある。この232戸のうち174戸の設計を前川國男が手がけたことで知られたが、老朽化により2013年(平成25年)に解体されている。
その後も多摩ニュータウンでは、1970年代以降住宅の"量から質へ"の転換が求められたことにより低層のテラスハウスが落合地区などに建設された。当時社会現象を起こしたドラマ『金曜日の妻たちへ』では主人公たちの住まいとして登場しそれまであまりなじみの少なかった住宅スタイルは大変な人気となった。しかし、家同士が繋がっているため改修などの費用がかさみ、戸数が少ないため修繕費も高額であるなど非効率な部分が多く、高層マンションの普及によってその後開発されたニュータウンでは建設されなくなった。
一方、個人宅の賃貸物件への転用といった小規模案件では、21世紀に入ると人口動態的にも住宅は供給過剰傾向に陥りはじめ、賃貸住宅の高付加価値化の趨勢を受けて、従来ならアパートとすることが多かった小規模物件をテラスハウス形式とすることが増えてきている。